# Egosurfing
Egosearch ou egosurfing (também chamado de egosearching, egogoogling, autogoogling, self-googling) é a prática de pesquisar o próprio nome ou pseudônimo em um mecanismo de busca popular para revisar os resultados. Da mesma forma, um egosurfer é aquele que navega na Internet por seu próprio nome para ver quais informações aparecem. A prática tornou-se cada vez mais popular com o surgimento dos motores de busca na Internet, bem como serviços gratuitos de blogs e hospedagem na web. Embora o Google seja o mecanismo de pesquisa mais comumente mencionado quando se refere ao egosearch, outros mecanismos de pesquisa amplamente conhecidos incluem o Yahoo e o Bing.
O termo egosurfing foi cunhado por Sean Carton em 1995, sendo mencionado pela primeira vez como uma entrada na coluna Jargon Watch, escrita por Gareth Branwyn em março de 1995, na revista Wired.
O egosearch é empregado por muitas pessoas por diversos motivos. De acordo com um estudo do Pew Internet & American Life Project, 47% dos usuários adultos americanos da Internet realizaram uma busca intuitiva no Google ou em outro mecanismo de busca. Alguns egosearch puramente para entretenimento, como encontrar celebridades com o mesmo nome. No entanto, muitas pessoas fazem egosearch como meio de gerenciamento de reputação online. O egosearch pode ser usado para localizar vazamentos de dados, informações divulgadas que são indesejáveis de serem vistas pelo público. Ao pesquisar o próprio nome em um mecanismo de busca online, pode-se assumir a perspectiva de um estranho que tenta descobrir informações pessoais. Algumas pesquisas neste sentido podem ser usadas para ocultar imagens pessoais ou informações de potenciais empregadores, clientes, ladrões de identidade e similares. Da mesma forma, alguns usam o egosearch para manter uma imagem pública positiva e alcançar a autopromoção.
Muitas redes sociais, como o Facebook, permitem que os usuários tornem seus perfis "pesquisáveis", o que significa que seu perfil aparecerá nos resultados de pesquisa apropriados. Como resposta, aqueles que procuram manter a sua privacidade muitas, vezes fazem egosearch para garantir que o seu perfil não apareça nos resultados dos motores de busca. À medida que mais pessoas criam perfis online, muitas sentem a necessidade de monitorar com mais cautela seus rastros digitais, incluindo informações que não optaram por compartilhar online, como números de telefone e registros públicos.
Embora as informações pessoais disponíveis online possam ser difíceis de remover, em 2009 o Google introduziu um recurso que permite aos usuários criar uma pequena caixa listando informações pessoais, como nome, ocupação e localização, que aparecem na primeira página de resultados quando seu nome é pesquisado. A caixa leva a uma página de perfil completa, semelhante a uma vista no Facebook. Este perfil do Google pode ser vinculado a outros sites de redes sociais, como um blog, site da empresa ou timeline do Twitter. Quanto mais informações forem incluídas no perfil do Google, maior será a classificação da caixa de informações nos resultados, o que basicamente encoraja a pessoa a postar informações pessoais online e continuar navegando na pesquisa por informações próprias.
No Brasil, um caso notório relacionado ao egosearch é o do ator Caco Ciocler, que usou seu perfil no Twitter para responder diretamente uma ofensa (publicada na mesma rede social) de uma suposta funcionária que estava descontente em ter que transcrever um filme seu. A pessoa apenas mencionou o nome do ator sem marcar diretamente o seu username no Twitter, o que levou os usuários da plataforma a pensarem que ele estaria fazendo um egosearch. Devido à repercussão, Ciocler esclareceu que chegou até a postagem através de terceiros e que não sabia o que significava o termo.